# Maksimilijan Držečnik
Maksimilijan Lukež Držečnik, slovenski rimskokatoliški duhovnik, škof in teolog, * 5. oktober 1903, Zgornja Orlica, † 13. maj 1978, Maribor.

## Življenjepis
Rodil se je na kmetiji Vinšek v Zgornji Orlici pri Ribnici na Pohorju očetu kmetu Lukežu in materi kmetici Rozi (rojena Ozvald). Njegov brat je bil kirurg Janko Držečnik.
30. oktobra 1932 je prejel duhovniško posvečenje in postal župnik v škofiji Lavant. Na Visoki bogoslovni šoli v Mariboru je v študijskemu letu 1936-37 predaval sociologijo, etiko in od 1937 Sveto pismo. 
1938 je postal podravnatelj mariborskega bogoslovja in 1949 docent za krščansko filozofijo. Vojno obdobje je preživel v izgnanstvu na Hrvaškem, po njej pa je postal ravnatelj maribroskega bogoslovja v Ljubljani in docent stare zaveze na Teološki fakulteti (1946). 15. septembra 1946 je bil imenovan za pomožnega škofa Lavanta in naslovnega škofa Abrittuma; škofovsko posvečenje je prejel 15. decembra istega leta. Leta 1949 je bil po smrti škofa Ivana Jožefa Tomažiča imenovan za apostolskega upravitelja (administratorja) Lavanta. 15. junija 1960 je postal redni lavantinski škof, ko se je lavantinska škofija 5. marca 1962 preimenovala v Mariborsko-lavantinsko škofijo, pa redni mariborski škof.
Pokopan je v stolnici svetega Janeza Krstnika v Mariboru.
Junija 2011 je Mestna občina Maribor s preureditvijo središča mesta po njem poimenovala Ulico škofa Maksimilijana Držečnika, ki je postala tudi ulica z največ črkami v imenu v Sloveniji.